# Сточньовець (хокейний клуб)
«Сточньовець» (пол. Stoczniowiec Gdańsk) — хокейний клуб з м. Гданськ, Польща. Заснований у 1970 році. Виступає у чемпіонаті Польської Екстраліги. Домашні ігри команда проводить у Льодовій залі «Олівія» (5,500). Офіційні кольори клубу синій і білий.
Бронзовий призер чемпіонату Польщі (2003). Фіналіст Кубка Польщі (2003, 2007, 2008). Чемпіон I ліги (1976, 1981, 1983).
Найсильніші гравці різних років: 
- воротарі: Влодзімеж Ольшевський;
- захисники: Бартоломей Врубель, Бартош Лесняк, Артур Костецький;
- нападаники: Віктор Карачун, Адам Фрашко, Роман Скутхан, Томаш Прошкевич, Адам Багінський.